# Alexander McDonald

Alexander McDonald

Alexander McDonald (* 10. April 1832 bei Lock Haven, Clinton County, Pennsylvania; † 13. Dezember 1903 in Norwood, New York) war ein US-amerikanischer Politiker (Republikanische Partei), der den Bundesstaat Arkansas im US-Senat vertrat.
Alexander McDonald erhielt seine Ausbildung auf der Dickinson-Seminarschule in Williamsport und besuchte danach die Lewisburg University. Im Jahr 1857 zog er nach Kansas und wurde dort als Geschäftsmann tätig; nach dem Ausbruch des Sezessionskrieges trat er der Unionsarmee bei. Nachdem er seinen Abschied vom Militär genommen hatte, stieg er in Arkansas ins Bankgewerbe ein und ließ sich schließlich in Little Rock nieder.
In seiner neuen Heimat nahm er am Verfassungskonvent des Staates teil. Nachdem Arkansas, im Sezessionskrieg einer der unterlegenen Südstaaten, 1868 wieder in die Union aufgenommen worden war, erhielt McDonald gemeinsam mit Benjamin F. Rice das Mandat, den Staat als Senator im Kongress in Washington zu vertreten. Da ihm der Sitz der Klasse 2 zufiel, musste sich McDonald bereits 1870 wieder zur Wahl stellen und unterlag seinem innerparteilichen Gegner Powell Clayton, sodass seine Zeit im Senat bereits am 3. März 1871 wieder endete.
Einige Jahre später wurde McDonald von US-Präsident Chester A. Arthur mit der Aufgabe betraut, Teile der Northern Pacific Railroad auf den Prüfstand zu stellen. Diesen Posten legte er 1885 nieder. Danach betätigte er sich noch im Eisenbahngeschäft und zog 1900 nach New York. Beigesetzt wurde der im Dezember 1903 verstorbene Alexander McDonald in seinem Heimatort Lock Haven.